# Wilson Craviotto
Wilson Craviotto Casas (Pando, Canelones, 8 de mayo de 1935), político uruguayo, perteneciente al Partido Colorado.

## Biografía
Militante de la Unión Colorada y Batllista, ingresó como diputado suplente a fines de la década de 1960. Fue un decidido defensor de la gestión del presidente Jorge Pacheco Areco, y también impulsó su reelección. En 1970 se acercó a la Juventud Uruguaya de Pie. En las elecciones de 1971 fue elegido diputado titular.
Durante la dictadura militar, ocupó un escaño en el Consejo de Estado; siempre reivindicó su actuación en este órgano.
En las elecciones de 1989 fue elegido diputado por Canelones para el periodo 1990-1995.